# Elvis Has Left the Building
Elvis Has Left the Building (no Brasil, Elvis Ainda Não Morreu,) é um filme de comédia de 2004, dirigido por Joel Zwick e estrelado por Kim Basinger, que interpreta uma vendedora de cosméticos que acidentalmente mata uma série de imitadores de Elvis Presley enquanto viajam para uma convenção em Las Vegas. John Corbett interpreta um executivo de publicidade e seu interesse amoroso. Tom Hanks tem uma participação especial como um dos imitadores de Elvis mortos. Angie Dickinson interpreta a mãe de Basinger, um ex-mecânico do verdadeiro Elvis.

## Enredo
O filme começa com Harmony (Basinger) dirigindo por uma estrada longa e sinuosa, com a música de Elvis tocando no rádio. Ela sente que sua vida é vazia e artificial. Ela é uma vendedora de cosméticos itinerante, organizando seminários de treinamento "Pink Lady" na região oeste dos Estados Unidos. Quando lhe perguntam se ela é "uma daquelas senhoras da Mary Kaye", ela responde: "Não, somos cor de rosa, elas são mais salmão". Enquanto ela é popular e bem-sucedida na venda de "Pink Lady", não há nada real ou honesto em sua vida. 
Enquanto Harmony viaja pelo país, tentando descobrir o que está faltando em sua vida, os imitadores de Elvis continuam morrendo em seu caminho. Ela é romanticamente perseguida por Miles (Corbett). 